# Nu filmăm să ne-amuzăm
Nu filmăm să ne-amuzăm este un film de comedie românesc din 1975, regizat de Iulian Mihu. Rolurile principale sunt interpretate de actorii Toma Caragiu, Gheorghe Dinică, Jean Georgescu, Gina Patrichi, Violeta Andrei și Aimée Iacobescu.
Acțiunea filmului se referă la producerea unui film românesc despre niște bișnițari care încearcă să-și rotunjească veniturile în anul 1968 pe litoralul Mării Negre. Sunt prezentate mai multe acțiuni în paralel, care sunt explicate publicului de actorul Toma Caragiu.

## Rezumat
Directorul unei case de filme (interpretat de Mircea Albulescu) consideră „apt pentru producție” scenariul filmului Castele de nisip. Bătrânul regizor (Jean Georgescu) este însă nemulțumit de miza măruntă a comediei, cei criticați fiind „niște amărâți de bișnițari, niște pârliți”. În plus, actorul Ștefan Trănică, care trebuia să interpreteze rolul ofițerului de miliție și al directorului închisorii, joacă în alt film în același timp și nu poate veni. Toma Caragiu acceptă însă rolul responsabilului de restaurant Berbecaru, deși nu-i place scenariul. Alți actori consideră dialogurile vulgare și personajele anoste. Pentru a mai micșora din deviz, directorul casei de filme îi recomandă regizorului să apeleze la neprofesioniști pentru rolurile secundare, afirmând că aceștia aduc un aer de autenticitate filmului.
Filmările au loc pe malul Mării Negre. Filmul prezintă mai multe personaje sosite în vacanță pe litoral, acțiunea având loc în anul 1968. Două văduve ușuratice: Margareta (Gina Patrichi) și Clara (Angela Chiuaru), plus Ileana, fiica Clarei, vor să-și petreacă vacanța la mare, fără a cheltui niciun ban. Ele fac autostopul la dus și apelează pentru cazare și masă la Iuliu, o veche cunoștință angajat ca ospătar la restaurantul condus de Berbecaru. În cele din urmă, trebuind să plătească, acceptă să se angajeze ca bucătărese la restaurant.
Pe plajă mișună și o serie de personaje cu preocupări neserioase: bișnițarii Gicu și Petrică (interpretați de doi zugravi, unul dintre ei fiind Jean Constantin) care fură și, dându-se drept străini, încearcă să vândă „pe sub mână” produse românești pe care le prezintă ca fiind de import, un escroc sentimental pe nume Gheorghiță (interpretat de fotbalistul Alexandru Boc), care se dă drept englez. Gicu seduce o coafeză suedeză despre care crede că este bogată și-i fură o brățară. O tânără actriță pe nume Lucia (Aimée Iacobescu) își caută pe plajă marea dragoste, refuzând un număr mare de bărbați ale căror replici le consideră stupide. Aflată și ea la mare, Clematita (Flavia Buref), soția directorului comercial Aposu (Gheorghe Dinică), își înșală soțul cu bărbați mult mai tineri.
Un reprezentant comercial pe nume Nițelea îl anunță pe Berbecaru (Toma Caragiu) că directorul Aposu urmează să sosească de la București pentru a încheia o afacere importantă cu fabricantul vest-german de peliculă Renner Brenner. Responsabilul de restaurant se oferă să-l cazeze gratuit pe director și să organizeze un banchet privat pentru acesta, confundând buzunarul propriu cu cel al statului. Postul lui Aposu este vânat de o colegă pe nume Diaconu (Violeta Andrei), care încearcă să-i fure afacerea. Mecanicul neamț Dieter (Ovidiu Schumacher) este confundat de Nițelea cu fabricantul Renner și invitat la banchetul organizat pentru Aposu. Invitații mănâncă și beau în contul statului. Producătorul încheie afacerea cu tovarășa Diaconu, iar directorul Aposu este schimbat din funcție. 
La finalul filmului, Gicu este arestat de miliție pentru furtul brățării. Actrița Lucia își găsește dragostea în persoana procurorului Mihai (Mihai Cafrița), care lucra la mare sub acoperirea de salvamar. Văduvele se întorc la București tot cu autostopul. Margareta câștigă o mașină Skoda la loz în plic și vrea să o vândă și să stea două luni la mare. Gregor este luat în armată. Vânzătoarea Stela (Angela Stoenescu), care visa să devină cântăreață, este părăsită de prietenul ei, zidarul Mocanu.
Rămas fără sprijinul lui Aposu, Berbecaru trebuie să acopere golul din gestiune. El nu vrea să treacă cheltuiala cu banchetul la pierderi și încearcă să i-o impute ospătarului Iuliu. Acesta din urmă afirmă că el a organizat banchetul din dispoziția responsabilului și amenință să-l denunțe miliției, luându-i ca martori pe ceilalți angajați. Rămas fără mașina de serviciu, fostul director Aposu se întoarce cu trenul la București, urmând a-și relua meseria de topograf. Berbecaru și Gicu ajung împreună la închisoare. Tânărul este eliberat pentru că bijuteria furată era din sticlă; el este așteptat la ieșire de către suedeză și, văzând-o, el cere să fie primit înapoi în pușcărie.
Filmările se încheie, iar actorii pleacă fiecare în altă direcție. Toma Caragiu și Gheorghe Dinică pleacă în turneu la Găești și Caracal. Aimée Iacobescu se împacă cu soțul ei. Regizorul vrea să plece la mare după terminarea filmului, iar actrițele care au interpretat văduvele merg la munte. Zugravul care l-a interpretat pe Gicu este solicitat să joace într-un film nou, în timp ce Jean Constantin se întoarce la zugrăvitul pereților.

## Distribuție
- Toma Caragiu — actorul Toma Caragiu/Berbecaru, responsabil de restaurant
- Gheorghe Dinică — actorul Gheorghe Dinică/directorul comercial Aposu
- Jean Georgescu — regizorul de film
- Gina Patrichi — actrița Gina Patrichi/Margareta, văduvă ușuratică
- Violeta Andrei — secretara de platou/tovarășa Diaconu
- Aimée Iacobescu — actrița Aimée Iacobescu/Lucia, o tânără actriță în turneu
- Flavia Buref — Clematita, soția lui Aposu
- Angela Chiuaru — Clara, văduvă ușuratică
- Angela Stoenescu — Stela, o vânzătoare cu calități vocale
- Alexandru Boc — Gheorghiță (Gregor), escroc sentimental
- Virgil Voinea
- Costin Prișcoveanu
- Mihai Cafrița — un salvamar
- Viorel Baltag — un chelner
- Mircea Florian — zidarul Mocanu
- Aristide Teică — un profesor care mănâncă fără să plătească
- Ovidiu Schumacher — mecanicul neamț Dieter
- Dan Ionescu — inginerul de sunet/bucătar
- Jean Constantin — zugrav/Petrică, un bișnițar
- Adriana Crainic
- Ștefan Cajal
- Ileana State
- Gheorghe Enache
- Radu Hangu
- Radu Șerban
- Fritz Braun
- Diana Nedelcu
- Ion Niciu — turist cu mustață de pe plajă
- Alexandru Nae
- Sarina Braun
- Elena Ion
- Mircea Albulescu — directorul casei de filme (nemenționat)[1]
- Nucu Păunescu — Renner Brenner, fabricant vest-german de peliculă (nemenționat)
- Paul Fister (nemenționat)

## Producție
Scenariul filmului a fost scris de dramaturgul Paul Everac și a purtat titlul „Castele de nisip”. Regizorul Iulian Mihu nu a fost mulțumit de „conformismul și platitudinea materialului scriptic, de lipsa de virulență a satirei” (după cum o cataloga ulterior umoristul Valentin Silvestru) și a operat modificări în text, provocând supărarea scenaristului care a susținut că opera sa i-a fost denaturată și că nu și-o mai recunoaște.
Filmul a intrat în faza de producție în vara anului 1973. Filmările au durat șase săptămâni, potrivit informațiilor din presă, și au avut loc în stațiunile de pe litoralul Mării Negre. Filmul a fost realizat în tehnica Graphys Color de operatorii de imagine Gheorghe Fischer și Alexandru Întorsureanu, pelicula fiind prelucrată în studiourile Centrului de Producție Cinematografică București. Regizor secund a fost Ion P. Ion, iar regizor colaborator Hortensia Cajal. Au cântat Mircea Florian, Angela Stoenescu, Eva Kiss și Iuliu Merca, acompaniați de grupurile conduse de Horia Moculescu și Radu Goldiș. Cheltuielile de producție s-au ridicat la suma de 3.688.000 lei.
Numele scenaristului Paul Everac nu a fost înscris pe genericul filmului, el aflându-se în conflict public cu realizatorii. În versiunea finală s-a folosit un comentariu semnat de dramaturgul Teodor Mazilu și rostit în voce off de către Toma Caragiu.

## Recepție
Filmul Nu filmăm să ne-amuzăm a avut parte de un succes la public, fiind vizionat de 1.546.235 de spectatori la cinematografele din România, după cum atestă o situație a numărului de spectatori înregistrat de filmele românești de la data premierei și până la data de 31.12.2007 alcătuită de Centrul Național al Cinematografiei.
Recenzile critice ale filmului au fost în majoritate negative, cronicarii de la premieră apreciind filmul drept „o bagatelă” (Florica Ichim), „un interludiu comic” (Călin Căliman) sau „un fel de concurs în care aproape toate secvențele își etalează sărăcia de umor” (Radu Georgescu). Chiar și producătorul Dumitru Fernoagă, directorul Casei de Filme 1, a criticat dur filmul: „«Nu filmăm să ne amuzăm» sau «cum își închipuie Iulian Mihu o poveste». Personaje paiațe care nu spun nimic și de care nu poți să râzi. Păcat! Este probabil cel mai prost film produs de «scumpa noastră cinematografie»”.
Într-un comentariu publicat la zece ani de la premieră, umoristul Valentin Silvestru afirma că acest film a avut parte de o soartă nefericită, deși umorul său este virulent. Punctul lui de vedere este următorul: „o comedie originală, cu o soartă ingrată. Renegat de primul scenarist (în total dezacord cu noua sa formulă produsă de regizorul nemulțumit de conformismul și platitudinea materialului scriptic, de lipsa de virulență a satirei), filmul s-a menținut pe propriile-i picioare, adică pe contribuțiile esențiale ale regizorului de fapt (I. Mihu) și ale celui din film (maestrul Jean Georgescu), pe comentariul incandescendent al lui Teodor Mazilu, cu colaborarea lui Toma Caragiu, care l-a rostit în voce off cu o evidentă aderență la text, impunându-i un plus de vivacitate și vitriol, pe concursul unui grup de valoroși actori. Filmul dă (intenționat?) senzația de improvizație. Pentru că – așa cum suntem preveniți de la început – miza e mică și ideile par a veni pe parcurs. Dar umor său, despovărat de șabloane, este eficient și săgețile își ating mai toate ținta”.
În Istoria filmului românesc (1897-2000), criticul Călin Căliman considera că regizorul Iulian Mihu „s-a jucat, frumos, în Nu filmăm să ne-amuzăm (martie 1975), o comedie amuzantă, deși încearcă să ne convingă - uneori cu aplomb didactic - că umorul este o întreprindere foarte serioasă, cu dedesubturi grave”. Filmul este apreciat drept „o joacă în creația cineastului, un divertisment estival”, în care evoluează „comici vestiți ai ecranului” precum Toma Caragiu, Jean Constantin, Gheorghe Dinică și... Jean Georgescu și „un «galon» feminin pe cinste” format din Gina Patrichi, Violeta Andrei, Flavia Buref, Aimée Iacobescu, Angela Chiuaru și Angela Stoenescu.
Criticul Tudor Caranfil nu a dat filmului nicio stea și a făcut următorul comentariu: „Aventurile pe Litoral ale unei echipe de filmare care realizează o pretinsă satiră a moravurilor din jungla cinematografiei românești. Comicul vizează lipsa de inspirație și deruta meseriașilor care nu și-au pregătit filmul cu temei. Dar ca și bătrânul regizor, obsedat mereu de miza măruntă a comediei pe care o turnează, și miza satirei lui Mihu e superficială: poantelor cu bișnițari și chelneri coțcari le corespund săgețile debile la adresa găinarilor cinematografiei românești. De reținut prezența lui Jean Georgescu în propriul său rol de maestru al comediei, dând indicații pe platou după ce fusese pensionat forțat. Pe aceeași temă de circumstanță va recidiva și Manole Marcus cu comedia sa Ca-n filme.”